# Edmond Stapfer
Edmond-Louis Stapfer, född den 7 september 1844 i Paris, död där den 14 december 1908, var en fransk protestantisk teolog, sonson till Philipp Albert Stapfer, bror till Paul Stapfer.
Stapfer utbildades till teolog i Montauban och vid flera tyska universitet, blev 1870 pastor i Tours, 1877 professor i nytestamentlig exegetik vid Paris protestantisk-teologiska fakultet och var dekanus där från 1901 till sin död. Hans mest spridda skrifter är La Palestine au temps de Jésus-Christ (1883; 8:e upplaga 1908), Jésus-Christ, sa personne och så vidare (3 band, 1891; 4:e upplagan 1908) samt en fransk folkupplaga av Nya testamentet (1896; 6:e upplagan 1908). Han utgav även 2 band Sermons (1904 och 1908).